# Rupin (powiat ostrołęcki)
Rupin – wieś sołecka w Polsce położona w województwie mazowieckim, w powiecie ostrołęckim, w gminie Baranowo.
| SIMC    | Nazwa        | Rodzaj    |
| ------- | ------------ | --------- |
| 1056497 | Cisowy Grunt | część wsi |
| 1056528 | Czechronka   | część wsi |
| 1056652 | Zatorze      | część wsi |

W latach 1975–1998 miejscowość należała administracyjnie do województwa ostrołęckiego.
Wierni Kościoła rzymskokatolickiego należą do parafii Świętego Bartłomieja Apostoła w Baranowie.